# 地球戰隊Fiveman
《地球戰隊Fiveman》，是由日本東映製作的《超級戰隊系列》第14部特攝作品，於1990年（平成2年）3月2日至1991年2月8日期間每週五下午5時30分在朝日電視台首播。

## 作品特色
- 繼《超新星閃光人》後第二次採用「宇宙」為主題的戰隊。
- 首支「家族」戰隊，其五名隊員彼此皆為兄弟關係。
- 此作敵方「銀河戰隊Gingaman」亦成為往後戰隊作品「邪惡戰隊」之雛形[來源請求]。
- 首次出現可變形為武器的輔助機械人（亞瑟G6／Earth Cannon）。
- 首次出現四機組合體之大型機械人（Super Five Robo）。
- 首支擁有強化裝甲（Five Tector）的戰隊[註 2]。

## 故事概要
地球科學家星川博士聯同其妻綠完成了離地球最近的綠化環境作業系統，讓已經死氣沈沈的星球有了嶄新的生命，而兩人亦育有五名子女－學、健、數美以及剛出生的雙胞胎文矢與璃美。
此時，一艘巨大的宇宙戰艦，卻破壞了綠化星球的美夢，他們就是讓銀河系聞風喪膽的邪惡軍團－銀帝軍Zone，在Zone的襲擊之下，雖然星川五兄弟與其家族輔助機械人亞瑟G6幸運地搭乘Magma Base離開星球，但是其父母仍被Zone攻擊後生死未卜。
20年後，星川五兄弟已長大成人，並且五人成為優秀的小學教師，但是邪惡的Zone仍然不放棄要征服宇宙，在銀河皇帝梅德的宣示之下，將展開大規模的破壞，連他們任教的學校也無一倖免，於是星川五兄弟決心要守護地球以及所有友愛的人類，絕不原諒企圖攻擊地球的Zone，於是「地球戰隊Fiveman」正式成軍。

## 登場角色

### 地球戰隊Fiveman
地球戰隊Fiveman，五人皆為星川家的五兄弟，並且任職教師。
五人初期則在新城小學擔任教師；而在其校舍被破壞後並且於與銀帝軍Zone戰鬥期間，五人仍以「兄弟教師」的身份協助有需要的小孩。
星川 學（ほしかわ がく）／ Five Red
演：藤敏也
星川五兄弟的長男（第一子）。
兄代父職的學，辛苦地支撐並照料著弟妹們的成長，是個責任心很強的領導人物，不僅家人，就連學生也相當信任他。
任教理科，而自身亦擅長劍術。
變身後其額上的紋章為原子運動，而其強化服並配備能分析宇宙物質的裝置Super Five Analyzer。
星川 健（ほしかわ けん）／ Five Blue
演：信達谷圭
星川五兄弟的次男（第二子）。
任教體育，而其專長為游泳與柔道，個性十分熱血健朗，對待小朋友就像自己的弟妹一樣，並且相當堅持其信念，認為應該靠肉體提升自我，而非武器。
變身後其額上的紋章為運動的人，而其強化服並配備能在30秒內將其力量提升至3倍的裝置Power Divider System。
星川 文矢（ほしかわ ふみや）／ Five Black
演：小林良平
星川五兄弟的三男（第四子之一，與璃美為雙胞胎）。
個性純樸又善良，對人始終保持親切，在小朋友面前他卻是不折不扣的孩子王。
任教國語，同時亦能夠理解宇宙文字及言語，而自己亦擅長空手道，卻與璃美相反的是其自身為音痴。
變身後其額上的紋章為漢字的「語」字，而其強化服並配備可分析及翻譯任何語言的裝置Super Language Computer。
星川 數美（ほしかわ かずみ）／ Five Pink
演：宮田和子
星川五兄弟的長女（第三子）。
其擁有母親般的天性，對小朋友如同子女般照顧，不僅聰明伶俐，個性溫柔且善解人意。
任教數學，而自身亦具有相當冷靜沉著的判斷能力及分析力，在五兄弟姐妹中是學的好助手。
變身後其額上的紋章為加減乘除的符號合併，而其強化服並配備能快速數學計算的裝置Super Five Calculator。
星川 璃美（ほしかわ レミ）／ Five Yellow
演：早瀨惠子
星川五兄弟的次女（第四子之一，與文矢為雙胞胎）。
任教音樂，並具有絕對音感，個性比較活潑可愛，也喜歡整理環境及烹飪。
擅長中國武術，尤其是以足技作為其格鬥方式，與文矢只能從20年前的照片懷念父母。
變身後其額上的紋章為八分音符，而其強化服並配備裝置Sound Five Coder，以透過其武器Melody Tact吹奏各類型的音波。
其他登場作品：《海賊戰隊豪快者》

#### Fiveman的協力者／相關者
亞瑟G6
聲：松本梨香
星川博士所製造的支援機械人，通稱「亞瑟」。
在星川家族遇險後便將其夫妻的五名子女帶回地球並養育成人。
在五人成為戰士後，亞瑟則負責後援指揮的作用。而其雙眼除了具有拍照功能外，也能釋放衝擊波「亞瑟Flash」；而後期更發現自己能夠變形為Fiveman的必殺武器Earth Cannon。
星川博士
演：三之木清隆
星川五兄弟的父親。
是位天才科學家，也是Manga Base、亞瑟G6與開發地球戰隊Fiveman的戰鬥系統的共同負責人。
在希頓星進行希頓之花復活研究時，卻遭受到銀帝軍Zone的破壞，兩夫婦不得不讓亞瑟單獨帶著年幼的五兄弟姐妹回到地球，而隨後兩夫婦順利的逃離銀帝軍襲擊，並定居於銀河系P16行星生活。
而在Fiveman與巴爾蓋亞決戰時，亦成功告知其希頓之花有著弱化巴爾蓋亞之力量。
星川 綠（ほしかわ みどり）
演：石川惠
星川五兄弟的母親。
為綠化環境保護系統的負責人，而數美的溫柔與聰明也是出自於她的遺傳。
宇宙狂狼·寇沙
演：日下秀昭
於第19集初登場。
擅長銀河棍術，並為了找尋能與之匹敵的對手而流浪在宇宙間的銀河戰士。
在一次旅途中遭遇意外遭受重傷後則被星川夫婦所救，但其後他卻趁兩人不為意便搶奪兩人為了返回地球並與Zone對戰的Star Five。
在知悉Five Robo的存在後便駕駛Star Five來到地球與之對決，並且將Fiveman等人視為敵人，然而自己卻在戰鬥中也慢慢與學之間萌發了友情，其後亦為保護學而身中銀河魔獸巴爾銀的魔力變成了石頭，並且被流放於宇宙漂流。
其後卻意外回到地球兼且變回原貌，隨後便告知學其父母仍健在的事實；然而最後為拯救學而替其擋下比力昂之劍擊而逝世，臨終前亦向Fiveman告知其父母的所在，而Fiveman亦於事後替其建立墳墓。

### 銀帝軍Zone
銀帝軍Zone，為統治銀河系的宇宙野心而成立的邪惡異星人軍團，也是Fiveman的宿敵。
他們乘搭其要塞－銀河戰艦 巴爾蓋亞，並在銀河皇帝梅德的率領下殲滅了銀河系上的999顆星球，而地球則是他們的第一千個目標。
其通用貨幣為多魯元，而與日圓換算一多魯元則等同於約100円。
銀河皇帝 梅德／銀河超獸 巴爾蓋亞
演：松井千佳／聲：金野惠子（梅德之幻象）／加藤精三（巴爾蓋亞）
銀帝軍Zone的支配者。
為能夠獲得永恆的生命及成為銀河之神而下令其部下殲滅一千顆具有生機的星球，而地球則為其第一千顆目標。
實為戰艦外型的大型生命體，而初時則以其愛慕的女性梅德的容貌之幻象面對其部下，而其雙眼亦能釋放光束。後來則被Five Red以及希頓之花的影響下揭穿自己的真面目。
後來進入了蛻皮狀態，而在飲用了修巴里耶的血液後便蛻變為更可怕的大型怪物。而其威力足以壓制Magma Base。但最後在Fiveman攜同希頓之花進入其體內，而希頓之花亦與其釋放的梅德魂魄之共同力量讓巴爾蓋亞弱化，最終Fiveman則以Super Five Robo捨身攻擊巴爾蓋亞將之消滅。
卡羅亞艦長
演：石川武
巴爾蓋亞的艦長，亦是對梅德盡忠盡義的武士。
當時在襲擊星川博士所培養的希頓星時意外被幼年的學用雷射槍擊中臉部，其後便將學／Five Red視為他的頭號勁敵。
其武器為一把鋼劍，而絕招則為單手揮舞鋼劍颳起狂風的「卡羅亞颶風」。
後在修巴里耶現身後其艦長地位亦岌岌可危，其後便因屢次行動失敗而遭到梅德降職為清潔工。然而卡羅亞於一次清掃戰艦時意外發現一處具有神秘能量的房間，隨後亦善用其能量製造了大卡羅安，並藉其成功擊敗Super Five Robo的功績而復職。
後來卡羅亞在修巴里耶死後仍冥頑不靈，而與進攻巴爾蓋亞體內的Fiveman一陣對峙後，發狂的他卻躺在梅德的棺材成為巴爾蓋亞的殉葬品。
銀河劍士 比力昂
演：山下伸二
Zone的幹部。
以西洋劍作為武器的左撇子劍士，其個性亦相當好戰，自視甚高且冷酷無情，為了打敗對手甚至會不擇手段，另外其自身亦尤為嗜酒。
後來在多露多拉與扎扎被改造為合身銀河鬥士玫瑰多露銀後不久便與Five Red進行一對一單挑，而最後則被對方殺死。
銀河博士 多露多拉
演：西初惠
Zone的幹部，一位冷血無情的女性科學家。
負責兵器開發的作戰參謀，亦兼備優秀的戰鬥能力，而使用武器為可釋放雷電光束的指揮棒。
後來在知曉其花了一大人生侍奉的梅德為巴爾蓋亞後便瞬間崩潰，隨後卻與前來營救的札札一同被巴爾蓋亞改造為合身銀河鬥士玫瑰多露銀，並被下令殲滅希頓之花，而最後在被戈爾林吸收後則不敵Star Five而死。
銀河商人 東哥羅斯
聲：神山卓三→加藤治
Zone的幹部。
是個腹黑的守財奴，並且只顧着賺錢的商人，而其武器為算盤狀的機槍。
一開始對卡羅亞極盡逢迎的拍馬屁，直到初代艦長修巴里耶現身後卻整個見風轉舵向修巴里耶頻頻地阿諛奉承，而當卡羅亞復職後則回頭巴結之。
而最後在決戰時卻只管前往巴爾蓋亞內金庫準備帶走大量金錢及財寶，然而卻因未能及時逃生而成為與巴爾蓋亞的殉葬品。
銀河之牙 札札
演：渡邊元子
Zone的格鬥型戰士。
為卵生生物，被多露多拉經過改造後撿回一命的改造生命體，因此誓死效忠及隨侍多露多拉，然而有時亦會跟隨其他Zone的幹部行動。
擅長近身格鬥，使用武器為兩把以粉紅色礦石製造並且能釋放光束刃的匕首，另外其自身亦與璃美／Five Yellow為對手關係。
後來在知曉巴爾蓋亞的真面目後，頭腦清醒的札札卻在營救崩潰的多露多拉時則一同被巴爾蓋亞改造為合身銀河鬥士玫瑰多露銀。
初代艦長 修巴里耶
演：植村喜八郎
巴爾蓋亞的初代艦長，於第28集初登場。
其過往在銀河系的戰功彪炳，獲得許多獎賞後便返回故鄉過著悠然自得的生活，然而其卻因感到厭煩，並且於知悉卡羅亞正在為侵略地球一事費心而返回戰場。
喜歡唱歌，並且常常即興創作歌曲。
使用武器為可變形為劍、槍械及鞭子的指揮棒Baroque Stick，而其作戰能力亦較卡羅亞優秀。
後來對卡羅亞復職一事尤為反感；而最後在巴爾蓋亞蛻皮期間與Five Red一對一單挑，然而結果卻遭到對方擊敗，隨後其身體則作為巴爾蓋亞蛻皮時的精髓。
銀河戰隊Gingaman
由五名異星人傭兵所組成的戰鬥隊伍，於第9集初登場。
初期為侍奉Zone，後在修巴里耶回歸Zone時亦跟隨之，而在卡羅亞被復職後卻仍選擇跟隨修巴里耶，但最後五人在巴爾蓋亞蛻皮期間皆被Fiveman殺死。
拜甘星人／ Ginga Red
Gingaman的隊長。
配戴紅色頭巾的異星人，並以劍作為武器。
獨眼星人／ Ginga Blue
配戴藍色圍巾的獨眼異星人。
其武器為與圓鋸相似的飛盤；而在決戰時則以戰鬥刀迎戰Five Blue。
古拉契斯星人／ Ginga Black
配戴黑色圍巾的異星人。
其右手則為猶如蟹螯般的巨鉗，而其自身亦擅長格鬥術。
不死星人／ Ginga Pink
配戴粉紅色圍巾的異星人，而其武器則為銀河左輪手槍；而在決戰時則以劍迎戰Five Pink。
格林卡星人／ Ginga Yellow
配戴黃色圍巾的植物系異星人，而其武器則為銀河鞭；而在決戰時則以類似植物的魔杖迎戰Five Yellow。
銀河鬥士
Zone的主力戰士，大部分為來自宇宙的傭兵。
合身銀河鬥士
為卡羅亞下令多露多拉開發的技術，將兩個銀河鬥士置入特製的合身艙Franken Capsule後予以合成之生命體，於第29集首次出現。
巨大化獸 戈爾林
外觀為全白色的巨大改造異星人，於第2集初登場。
能夠透過吸收其對象後則擁有相應對象之樣貌與能力；另外每個戈爾林皆附有編號。
巨大戰鬥獸 黑戈爾林
為經修巴里耶特別改造的戰鬥型戈爾林，於第30集初登場。
其體色則為有別於一般戈爾林的黑色，而配備武器則為其雙肩的火箭炮及流星錘黑戈爾林Hammer。
而最後在巴爾蓋亞脫皮期間卻被Super Five Robo消滅。
大卡羅亞
於第44集登場。
為卡羅亞以意外發現巴爾蓋亞內的神秘能量後便對一個戈爾林進行強化，而該戈爾林亦吸收了推土機、挖土機、卡車等重機械後則變為強大機械人，並且由卡羅安操縱之。
其威力足以擊敗Super Five Robo，隨後在進攻Magma Base時對方卻早以逃往宇宙空間，然而在意外收到Fiveman任教的新城小學之學生訊息後卻意圖進攻其校舍，但最後則被Fiveman成功阻止兼且被回到地球的Magma Base之砲擊消滅。
巴茨拉兵
Zone的戰鬥兵。
以蟹鉗外型的劍作為武器。

### 其他
Five君人偶
具有靈魂的Fiveman人偶，於第23集初登場。
常透過影像目睹Fiveman戰鬥並應援其。
卡羅亞君
具有靈魂的卡羅亞人偶，於第23集初登場。
常被Fiveman人偶欺負。
梅德
演：松井千佳（分飾）
於第48集登場。
原為巴爾蓋亞的愛慕對象，但在逃避巴爾蓋亞的追求時卻意外墜崖身亡。隨後巴爾蓋亞則將其遺體安置於其體內，並且以其容貌製造幻象面對部下。
而最後其遺體則在Fiveman進攻巴爾蓋亞的體內時卻被發現，而其魂魄亦在希頓之花的力量下成功釋放及弱化巴爾蓋亞，同樣其遺體亦因而化為灰燼。

## Fiveman的裝備

### 配備／武器
共同配備／武器
V Changer Bracelet／V Changer Compact
Fiveman的變身器兼通信器。
共分為兩種：男生（學、健、文矢）使用的變身器為手環（Bracelet）；而女生（數美、璃美）則為項墜鏡盒（Compact）。
另外由於使用變身器釋放強化服會耗費大量能源，使用後須一段時間才能回復到足以變身的能量。
Five Suit
Fiveman變身後所穿的強化服。
Five Blaster／V Saber
Fiveman的的萬能型武器。
可轉換為「槍械」模式Five Blaster以及「劍」模式V Saber。
Hawk Arrow
Fiveman的的五輛機車，於第3集初登場。
能以每小時330公里的速度行走；而每輛機車皆配備武器Hawk Cannon。
V Power Grip
Fiveman的輔助配備。
除了能夠作為Five Blaster的握把外，亦能用於其個人武器中。
Earth Cannon
由亞瑟獨自變形的必殺加農炮，於第12集初登場。
Super Five Ball
由Fiveman因應合身銀河鬥士能抵禦Earth Cannon的砲擊而新開發的球型炸彈，於第30集初登場。
五人會將Super Five Ball輪流傳遞，而傳遞時則為變為其手持隊員的顏色，而最後則攻向敵人。
Five Tector
由學所開發的強化裝甲，於第37集初登場。
其能夠完全提升Fiveman的攻防戰鬥力，而Fiveman亦能化為聚滿能量的光束將敵人消滅。
個人配備／武器：
 V Sword
Five Red的具伸縮功能之劍。
其威力可切開厚達三厘米的鐵板；另外Five Red亦可透過劍尖碰觸物體進行分析。
 Twin Array
Five Blue的啞鈴型武器。
其具有兩個可分拆及附有鋸齒的滾輪，並能作為溜溜球及飛碟攻擊敵人。
 Power Cutter
Five Black的套手型剪刀，並能發射小型手裏劍Cutter Disc。
 Cutie Circle
Five Pink的刺劍型武器。
為結合運算機能與攻擊手杖的智慧刺劍，其威力可一瞬間能擊破15毫米的鐵板；而其護手部分可變為小型電腦Circle Computer。
 Melody Tact
Five Yellow的長笛兼指揮棒。
其能釋放一條具高壓能源電波的黃色長絲帶以糾纏敵人；同時亦可吹奏讓敵方戰鬥意識降低的旋律。

### 大型機械
Magma Base
Fiveman的基地兼居所。
為當初為星川博士離開地球所製造的宇宙飛船，後在遇險時星川五兄弟及亞瑟亦搭乘其返回地球。
其身上配備多組大炮，並且可搭載三台Five Machine以及Star Carrier，另外其自身亦可變形為大型機械人。
而最後卻被脫皮後的巴爾蓋亞摧毀。
Five Machine
原為星川博士製造用於行星開發的三台大型機械，後被星川五兄弟姐妹追加武裝改造為戰鬥專用。
 Sky Alpha
由Five Red駕駛的大型戰鬥機，其配備武器為機體上方搭載的五連發光束炮Alpha Laser炮。
為Five Trailer的牽引車；Five Robo的頭部及胸部。
   Carrier Beta
由Five Black與Five Yellow共同駕駛的巨大裝甲車，而其搭載武器為導彈Beta Launcher。
為Five Trailer的拖車；Five Robo的腹部、背部及雙腿。
   Land Gamma
由Five Blue與Five Pink共同駕駛的高速戰鬥車。
具有優越的機動力，並配備加農炮Gamma Cannon。
為Five Robo的雙手臂；而組合為Five Trailer時則搭載於Carrier Beta作為其砲台。
Star Carrier／Star Five
於第19集初登場。
由星川夫婦為能返回地球及對抗Zone襲擊而開發，以Five Robo作為雛型並強化。後被寇沙搶奪，而其亦抱着好戰之心來到地球挑戰Five Robo；後來在Fiveman從其父親留言知曉Star Five的一切及寇沙被流放後，Star Five亦正式成為Fiveman的一分子。
能變形為高速宇宙船（Star Carrier）以及大型機械人（Star Five）兩種型態，當中Star Carrier的配備武器為機體下方的兩門雷射炮；至於Star Five的配備武器均為兩把手槍Star Gun以及可作為迴力鏢的盾牌Star Shield，而必殺技皆有兩種：一種為以一把Star Gun釋放「Star Hang Beam」牽制敵人後再以另一把槍射擊的「Star Hung End」；而另一種則為將兩把Star Gun二合為一後則對敵人攻擊的「Five Beam End」。

#### 合體型態
Five Trailer
由三台Five Machine組合的拖車型態，於第3集初登場。
Five Robo
由三台Five Machine合體的大型機械人，於第2集初登場。
原為星川博士用於宇宙開墾的大型機械人，而在星川五兄弟返回地球後則將其程式修改為戰鬥專用。
其雙手臂皆配有加農炮Twin Cannon；而必殺武器為超次元劍。
Super Five Robo
由Five Robo與Star Five超級合體的大型機械人，於第20集初登場。
其必殺技為「Super Vector Punch」，透過其足部的推進器加速前行後再對敵人拳擊。
Max Magma
由Magma Base與Super Five Robo組合並變形的大型機械人，於第29集初登場。
其必殺技為「Diamond Max」，以其全身的槍炮攻擊敵人。

## 設定
希頓星
位於銀河系盡頭的邊際行星。
其曾為綠意盎然的星球，卻在Zone的襲擊過後則成為了貧瘠荒涼的沙漠死星。
星川夫妻帶著殘存的希頓星人－伊亞及托亞，在希頓的中心位置開設了「星川綠化實驗場」，以培育純淨潔白的「希頓之花」。然而Zone的再度襲擊並毀滅了他們的心血，伊亞與托亞亦因此喪命，而星川夫妻也被逼與他們的孩子分別。
希頓之花
希頓星的原生花種，其花卉形狀及顏色與地球上的馬鈴薯花甚為相似。
對星川家而言，這是「滿載一家回憶的花」，致力栽種希頓之花以及綠化希頓星也成了星川兄弟與雙親間的羈絆的象徵。
在星川五兄弟返回地球後，他們亦將希頓花的種子繼續栽培。
有著弱化巴爾蓋亞之力量，故巴爾蓋亞才會想盡辦法讓希頓星上的花絕種，但直到最後則成為Fiveman對付巴爾蓋亞之最後武器。
新城小學
星川五兄弟所任教的小學。
在Zone向地球發動攻擊時其校舍遭到嚴重破壞，而倖存的學生及教師紛紛調職及轉校。
而最後新校舍則花了近一年的時間才再度落成。
Bulguru
Zone的戰鬥機。
其配備武器為兩門雷射炮，平時會以圓盤型態飛行，而低空戰時則從機身下部伸出六只不停旋轉的腿行走，完全陸行時則會變成戰車型態。
P16行星
與希頓星同樣位於銀河邊際，亦為星川五兄弟之雙親的落居星球。

## 製作團隊
製作人員：
- 原作：八手三郎
- 製作人：
  - 朝日電視台：宇都宮恭三
  - 東映：鈴木武幸

- 劇本：曾田博久、渡邊麻實、藤井邦夫、井上敏樹
- 導演：長石多可男、蓑輪雅夫、新井清、東條昭平
- 動作導演：竹田道弘
- 配樂：吉田明彥
- 特攝導演：佛田洋
- 製作：朝日電視台、東映、東映Agency

皮套演員：
-  Five Red：新堀和男
-  Five Blue：石垣廣文
-  Five Black：大藤直樹
-  Five Pink：蜂須賀昭二
-  Five Yellow：蜂須賀祐一

## 播放列表
以下時間以當地時間（日本時間）為準：
| 日本首播日期 | 集數 | 標題 （日語）（漢譯） | 主役銀河鬥士／宇宙人或生物                                                   | 編劇     | 導演       |
| ------------ | ---- | --------------------- | ---------------------------------------------------------------------------- | -------- | ---------- |
| 1990/03/02   | 1    | 五兄弟戰士            | - 巨蜥銀                                                                     | 曾田博久 | 長石多可男 |
| 1990/03/09   | 2    | 父親的仇！母親的仇    | - 巨蜥銀                                                                     | 曾田博久 | 長石多可男 |
| 1990/03/16   | 3    | 挑戰！銀河之虎        | - 虎銀（聲：河合義雄）                                                       | 曾田博久 | 蓑輪雅夫   |
| 1990/03/23   | 4    | 灌醉地球              | - 象銀（聲：横井弦之助）                                                     | 曾田博久 | 蓑輪雅夫   |
| 1990/03/30   | 5    | 銀河蛋孤兒            | - 兀鷹銀（聲：寺杣昌紀） - 銀河蛋（聲：牟田彰子）                            | 曾田博久 | 新井清     |
| 1990/04/06   | 6    | 讓人厭惡的勤勞工作者  | - 實驗鬥士 艾諾基達銀 （聲：梅津秀行）                                       | 渡邊麻實 | 新井清     |
| 1990/04/13   | 7    | 45米高的小學生        | - 犀牛銀（聲：坂本千夏）                                                     | 曾田博久 | 長石多可男 |
| 1990/04/20   | 8    | 閃耀吧！一顆生命！    | - 狼銀（聲：依田英助） - 克利斯達爾星人 莎耶 （演：曾根由加）                | 藤井邦夫 | 長石多可男 |
| 1990/04/27   | 9    | Gingaman登場          | - 蛾銀（聲：岸野一彦）                                                       | 曾田博久 | 東條昭平   |
| 1990/05/04   | 10   | 吸我的血吧！          | - 獨角仙銀 - 羅曼諾星王子 雷·索巴 （演：西村武純） - 拉拉（演：原壽美子）    | 井上敏樹 | 東條昭平   |
| 1990/05/11   | 11   | 危機四伏的尋寶        | - 鼴鼠銀（聲：丸山詠二）                                                     | 藤井邦夫 | 蓑輪雅夫   |
| 1990/05/18   | 12   | 亞瑟超變形            | - 電鰻銀（聲：森篤夫）                                                       | 曾田博久 | 蓑輪雅夫   |
| 1990/05/25   | 13   | DoReMi戰鬥            | - 海豹銀（聲：西尾德）                                                       | 曾田博久 | 長石多可男 |
| 1990/06/01   | 14   | 可愛的騙子            | - 蝙蝠銀（聲：大山豐）                                                       | 曾田博久 | 長石多可男 |
| 1990/06/08   | 15   | 二個Red！！           | - 銀河植物 西多迪蒙                                                          | 曾田博久 | 東條昭平   |
| 1990/06/15   | 16   | 餓肚子的英雄          | - 蟑螂銀（聲：飯塚昭三）                                                     | 渡邊麻實 | 東條昭平   |
| 1990/06/22   | 17   | 文矢的交往宣言        | - 蜘蛛銀（聲：德丸完）                                                       | 藤井邦夫 | 長石多可男 |
| 1990/06/29   | 18   | 儲蓄之道！！          | - 家豬銀（聲：飯塚昭三）                                                     | 井上敏樹 | 長石多可男 |
| 1990/07/06   | 19   | 紅色的戰鬥機械人      | -                                                                            | 曾田博久 | 蓑輪雅夫   |
| 1990/07/13   | 20   | 燃燒吧兄弟機器人      | - 銀河魔神 巴爾銀 （聲：青森伸）                                             | 曾田博久 | 蓑輪雅夫   |
| 1990/07/20   | 21   | 跳箱三人組            | - 阿米巴銀（聲：渡部猛）                                                     | 曾田博久 | 長石多可男 |
| 1990/07/27   | 22   | 光之美少年            | - 放浪劍士 Queen Killer （聲：彌永和子）                                     | 渡邊麻實 | 長石多可男 |
| 1990/08/03   | 23   | くん人形Five君人偶    | - 銀河怪獸 怪獸銀（諾貝利星人） （聲：西尾德）                               | 曾田博久 | 東條昭平   |
| 1990/08/10   | 24   | 遲鈍龜忍者            | - 銀河忍者 巴茲拉銀 （聲：河合義雄） - 巴羅兵339號（聲：梅津秀行）           | 曾田博久 | 東條昭平   |
| 1990/08/17   | 25   | 友情的櫻島            | - 獅子銀（聲：岸野一彥） - 茲格（演：山野井進治）                            | 曾田博久 | 長石多可男 |
| 1990/08/24   | 26   | 九州哦                | - 金龜子銀（聲：飯塚昭三）                                                   | 曾田博久 | 長石多可男 |
| 1990/08/31   | 27   | 睡著的話就死了        | - 螳螂銀（聲：大山豐）                                                       | 井上敏樹 | 東條昭平   |
| 1990/09/07   | 28   | 地獄大合唱            | - 蟋蟀銀（聲：桑原毅）                                                       | 曾田博久 | 蓑輪雅夫   |
| 1990/09/14   | 29   | 合身VS合體            | - 蟹蟻銀（聲：西尾德、筱田薰） - 螃蟹銀（聲：西尾德） - 螞蟻銀（聲：筱田薰） | 曾田博久 | 蓑輪雅夫   |
| 1990/09/21   | 30   | 黑戈爾林              | - 烏蛋銀（聲：依田英助）                                                     | 曾田博久 | 東條昭平   |
| 1990/09/28   | 31   | 危險的母親            | - 狸狐銀（聲：飯塚昭三） - 銀河功夫軍團                                      | 曾田博久 | 東條昭平   |
| 1990/10/05   | 32   | 學，死亡！            | - 鱷蛙銀（聲：岸野一彥）                                                     | 井上敏樹 | 長石多可男 |
| 1990/10/12   | 33   | 必殺反轉              | - 猩鷹銀（聲：飯塚昭三、大山豐）                                             | 曾田博久 | 長石多可男 |
| 1990/10/19   | 34   | 人類罐頭              | - 鯊獄銀（聲：河合義雄）                                                     | 曾田博久 | 蓑輪雅夫   |
| 1990/10/26   | 35   | 學的秘密！！          | - 豹蛇銀（聲：岸野一彥）                                                     | 藤井邦夫 | 蓑輪雅夫   |
| 1990/11/02   | 36   | 雙子大作戰            | - 蠍鯰銀（聲：飯塚昭三）                                                     | 渡邊麻實 | 東條昭平   |
| 1990/11/09   | 37   | 人肉大炮！            | - 螺犰銀（聲：西尾德）                                                       | 曾田博久 | 東條昭平   |
| 1990/11/16   | 38   | 冒牌兄弟老師          | - 銀河獸 安摩拉頓 （聲：德丸完）                                             | 曾田博久 | 長石多可男 |
| 1990/11/23   | 39   | 請給予我愛            | - 索拉（演：水野美紀）                                                       | 井上敏樹 | 長石多可男 |
| 1990/11/30   | 40   | 少年魔神劍            | - 銀河魔神劍 軍刀銀 （聲：依田英助）                                         | 渡邊麻實 | 蓑輪雅夫   |
| 1990/12/07   | 41   | 恐怖約會              | - 變色猿銀 （聲：河合義雄／演（人類型態）：福田郁緒） - 幽靈銀河鬥士         | 藤井邦夫 | 蓑輪雅夫   |
| 1990/12/14   | 42   | 功夫魂                | - 蛭蝶銀（聲：德丸完）                                                       | 曾田博久 | 東條昭平   |
| 1990/12/21   | 43   | 電視之戀              | - 翼視銀（聲：河合義雄） - 惡魔電視 （聲：高坂真琴、新井一典）               | 曾田博久 | 東條昭平   |
| 1991/01/11   | 44   | 機械人拼死戰          | - 大卡羅亞                                                                   | 曾田博久 | 長石多可男 |
| 1991/01/18   | 45   | 進攻敵方基地          | - 岩化銀                                                                     | 曾田博久 | 長石多可男 |
| 1991/01/25   | 46   | 父母的去向            | - 玫瑰多露銀 （聲：西初惠）                                                  | 曾田博久 | 長石多可男 |
| 1991/02/01   | 47   | 超獸大脫皮            | -                                                                            | 曾田博久 | 東條昭平   |
| 1991/02/08   | 48   | 前往星星的旅程        | -                                                                            | 曾田博久 | 東條昭平   |

## 音樂
片頭曲：　
作詞：賣野雅勇
作曲：小杉保夫
編曲：山本健司
演唱：鈴木健治
片尾曲：
作詞：賣野雅勇
作曲：小杉保夫
編曲：松下一也
演唱：鈴木健治
原創插曲：

作詞：高田廣夫
作曲：小杉保夫
編曲：吉田明彦
演唱：鈴木健治

作詞：高田廣夫
作曲：FULTA
編曲：石田勝範
演唱：Y.F ZOMBIE COMPANY

作詞：園部和範
作曲：池毅
編曲：石田勝範
演唱：鈴木健治

作詞：八手三郎
作曲：小杉保夫
編曲：吉田明彥
演唱：影山浩宣

作詞：園部和範
作曲、編曲：吉田明彥
演唱：CHIEMY

作詞：曾田博久
作曲：小杉保夫
編曲：石田勝範
演唱：松本梨香

作詞：長石多可男、園部和範
作曲：池毅
編曲：吉田明彥
演唱：鈴木健治

作詞：園部和範
作曲：小杉保夫
編曲：石田勝範
演唱：CHIEMY

作詞：高田廣夫
作曲：小坂明子
編曲：松下一也
演唱：鈴木智太、森之木兒童合唱團

作詞：八手三郎
作曲：小杉保夫
編曲：松下一也
演唱：高原兄

作詞：渡邊勝也
作曲：廣澤麻美
非原創插曲：

作詞、作曲、編曲：甲斐祥弘
演唱：甲斐樂團

作詞：TOM＆K.KOIKE
作曲：K.KOIKE
編曲：Light house project
演唱：TOM★CAT

作詞：賣野雅勇
作曲、演唱：矢澤永吉

作詞、作曲：桑田佳祐
編曲、演唱：南方之星
《〉
作詞：小暮閣下
作曲：Sgt. ルーク篁III世
編曲、演唱：聖飢魔II

## 海外播放
香港曾於1998年期間由無綫電視翡翠台以《星空戰隊》為譯名播出。

## 外部連結
- http://www.super-sentai.net/sentai/five.html（页面存档备份，存于）